# ستيفن جونز (لاعب كرلنغ)
ستيفن جونز (بالإنجليزية: Stephen Johns)‏ هو لاعب كرلنغ أسترالي، ولد في 13 أكتوبر 1965 في ساسكاتون في كندا.

## وصلات خارجية
- ستيفن جونز على موقع الاتحاد الدولي للكرلنغ (الإنجليزية)